# Universität Liechtenstein
Universität Liechtenstein – państwowy uniwersytet w Księstwie Liechtensteinu zlokalizowany w północnej części Vaduz, specjalizujący się w naukach ekonomicznych, finansach i architekturze.

## Historia
W roku 1961 z inicjatywy pedagoga i historyka Otto Segera powstało technikum dzienne w Vaduz (niem. Abendtechnikum Vaduz). W 1965 roku szkoła przyjęła nazwę Wyższa Szkoła Techniczna (niem. Höhere Technische Lehranstalt, HTL). Nazwę szkoły ponownie zmieniono w 1988 na Liechtensteińską Akademię Techniczną (niem. Liechtensteinische Ingenieurschule). W 1993 roku stał się Uniwersytetem Nauk Stosowany (niem. Fachhochschule Liechtenstein). W 2002 szkoła zmieniła siedzibę – przeniosła się do nowego kampusu w odrestaurowanych budynkach fabryki tekstyliów Spoerry w Vaduz. W 2005 szkoła została przekształcona w Wyższą Szkołę Liechtensteinu (niem. Hochschule Liechtenstein). W obecnej formie Uniwersytet Liechtensteiński został oficjalnie utworzony 1 lutego 2011, na mocy ustawy Landtagu z listopada 2010.

## Wydziały
Uniwersytet Liechtensteiński posiada pięć wydziałów:
- Wydział Architektury i Gospodarki Przestrzennej
- Wydział Finansów
- Wydział Zarządzania i Przedsiębiorczości
- Wydział Informatyki Ekonomicznej
- Wydział Prawa Ekonomicznego

## Kierunki studiów
Uniwersytet prowadzi studia na zasadach procesu bolońskiego. W ofercie Uniwersytetu Liechtensteińskiego znajdują się:
- studia licencjackie na kierunku architektura
- studia licencjackie na kierunku BBA (Bachelor of Business Administration)
- studia magisterskie na kierunku architektura
- studia magisterskie na kierunku zarządzanie i przedsiębiorczość
- studia magisterskie na kierunku finanse
- studia magisterskie na kierunku informatyka ekonomiczna
- studia doktoranckie na kierunku architektura i gospodarka przestrzenna
- studia doktoranckie na kierunku ekonomia

## Władze uczelni
Rektorem Uniwersytetu Liechtensteińskiego jest prof. dr Ulrike Baumöl. W skład rektoratu wchodzą jeszcze prorektor ds. badań prof. dr Anne Brandl, prorektor ds. dydaktyki prof. dr Alexander Zimmermann oraz dyrektor administracyjny Markus Jäger. Przewodniczącym rady uniwersytetu jest dr Klaus Tschütscher.

## Absolwenci
Do znanych absolwentów należą m.in.:
- Katrin Eggenberger – liechtensteińska polityk,  politolożka, minister spraw zagranicznych, sprawiedliwości i kultury w rządzie Adriana Haslera
- Thomas Zwiefelhofer – liechtensteiński polityk, prawnik, wicepremier Liechtensteinu w latach 2013-2017